# Jekselen
Der Jekselen (norwegisch für Mahlzahn) ist ein 1405 m hoher Berg im ostantarktischen Königin-Maud-Land. Im Ahlmannryggen ragt er als höchste Erhebung eines kleinen Gebirgskamms 11 km ostsüdöstlich des Schumacherfjellet auf.
Norwegische Kartographen, die den Berg auch deskriptiv benannten, nahmen anhand von Luftaufnahmen und Vermessungen der Norwegisch-Britisch-Schwedischen Antarktisexpedition (1949–1952) sowie zwischen 1958 und 1959 angefertigten Luftaufnahmen der Dritten Norwegischen Antarktisexpedition (1956–1960) eine Kartierung vor.